# 알프레드 가르시아
알프레드 가르시아(Alfred García, 1997년 3월 14일 ~ )는 스페인의 가수이다. 유로비전 송 콘테스트 2018에서 아마이아 로메로와 함께 스페인 대표로 참가했다.